# Campos (Arzúa)
Campos (en gallego y oficialmente, Os Campos) es una aldea española situada en la parroquia de Brandeso, del municipio de Arzúa, en la provincia de La Coruña, Galicia.

## Demografía
| Gráfica de evolución demográfica de Campos entre 2000 y 2018 |
|                                                              |
| Datos según el nomenclátor publicado por el INE.             |